# Max Sering
Max Sering (født 18. januar 1857 i Barby i nuværende Sachsen-Anhalt, død 12. november 1939 i Berlin) var en tysk socialøkonom.
Sering blev 1885 professor i Bonn, forflyttedes 1889 til Landbrugshøjskolen i Berlin, til hvis universitet han siden 1897 var knyttet. Han har navnlig befattet sig med landbrugsvæsen og socialpolitik. Han har blandt andet udgivet: Die landwirtschaftliche Konkurrenz Nordamerikas (1887), Arbeiterausschlüsse in der deutschen Industrie (Schriften des Vereins für Sozialpolitik, bind 46, 1890), Die innere Kolonisation im östlichen Deutschland (Schriften des Vereins für Sozialpolitik, bind 56, 1893), hvorhos han var medudgiver af det store, efter offentlig foranstaltning udgivne samleværk: Die Vererbung des ländlichen Grundbesitzes im Königreich Preussen (14 bind, 1897—1910); heraf har Sering skrevet 7. bind: Erbrecht und Agrarverfassung in Schleswig-Holstein (1908).